# Gavião (Portogallo)
Gavião (gɐvi'ɐ̃ũ) è un comune portoghese di 4 887 abitanti situato nel distretto di Portalegre.

## Società

### Evoluzione demografica
| Popolazione di Gavião (1801 – 2004) | Popolazione di Gavião (1801 – 2004) | Popolazione di Gavião (1801 – 2004) | Popolazione di Gavião (1801 – 2004) | Popolazione di Gavião (1801 – 2004) | Popolazione di Gavião (1801 – 2004) | Popolazione di Gavião (1801 – 2004) | Popolazione di Gavião (1801 – 2004) | Popolazione di Gavião (1801 – 2004) |
| ----------------------------------- | ----------------------------------- | ----------------------------------- | ----------------------------------- | ----------------------------------- | ----------------------------------- | ----------------------------------- | ----------------------------------- | ----------------------------------- |
| 1801                                | 1849                                | 1900                                | 1930                                | 1960                                | 1981                                | 1991                                | 2001                                | 2004                                |
| 1462                                | 3793                                | 6462                                | 9168                                | 10049                               | 6850                                | 5920                                | 4887                                | 4453                                |

## Freguesias
- Atalaia
- Belver
- Comenda
- Gavião
- Margem